# 광주국악방송
광주국악방송(光州國樂放送, Gwangju Gugak Broadcasting System)은 대한민국 전통 및 창작 국악 보급 교육과 국악의 대중화를 위하여 2014년 3월 26일에 개국한 문화체육관광부 소관 재단법인국악방송의 첫 로컬방송국으로 대한민국 광주광역시, 전라남도 전 지역의 국악 전문 공영 라디오 방송국이다.

## 방송국 개요
광주국악방송
- 위치: (연주소)광주광역시 북구 제봉로423 SRB빌딩 4층  (송신소)광주 무등산 KBC철탑
- 개국: 2014년 3월 26일
- 방송권역
  - 일원: 광주광역시 (FM99.3)
  - 일부: 나주, 담양, 목포일원 등
- 주파수 (호남권역)
  - 광주(FM99.3) 전주(FM95.3) 남원(FM95.9) 목포.진도(FM94.7)

자세한 링크 https://www.igbf.kr/gugak_web/?sub_num=904

## 주요 사업
- 국악방송사업
- 국악방송프로그램의 제작보급
- 국악창작교육연구 및 각종 대중화사업

## 연혁

### 2010년대
- 2014.03.26. 국악광주FM방송국 개국 (FM99.3 / 1KW, 로컬 4시간, 수중계 20시간)
- 2014.08.04. 국악광주FM방송보조국 호남거점국 운용 전환 (전주FM95.3, 남원FM95.9, 진도.목포FM94.7)
- 2014.10.20. 국악광주FM방송국 로컬방송 확대 (일일 4H →5H)
- 2015.03.09. 국악광주FM방송국 로컬방송 확대 (일일 5H→6H)
- 2015.10.05. 국악광주FM방송국 로컬방송 확대 (일일 6H →7.1H)
- 2016.10.10. 국악광주FM방송국 로컬방송 확대 (일일 7H→8.6H) 로컬프로그램 전국방송 확대 (온고을상사디야, 음악이흐르는마루, FM국악당)

### 2020년대
- 2021.01.04. 방송시설 이전 (청취권역 확대, 난청 해소)

```
          연주소 : 광주 북구 제봉로 324 SRB빌딩 4층
          송신소 : 광주 무등산 KBC 송신소 내 철탑 (해발고도 910M)
```

## 조직

### 사장
- 이사회
- 감사

### 방송본부
- 심의감사부
- 경영기획부
- 라디오제작부
- TV제작부
- 방송기술부
- 방송인프라부
- 미디어사업부
- 광주국악방송
- 대전국악방송

## 방송 송출 시설망
| 송신소        | 주파수    | 출력 | 송신소 위치                       | 호출부호 | 방송구역 |
| ------------- | --------- | ---- | --------------------------------- | -------- | --- |
| 무등산 송신소 | FM 99.3㎒ | 1㎾  | 광주 북구 금곡동 산1-1 (광주방송) | HLEG-FM  | 광주광역시 전지역 목포시 일부, 해남군 일부, 구례군 일부, 보성군 일부 나주시 일부, 담양군 일부, 곡성군 일부, 화순군 일부, 장흥군 일부, 강진군 일부, 영암군 일부, 무안군 일부, 함평군 일부, 영광군 일부, 장성군 일부, 완도군 일부, 진도군 일부, 신안군 일부 |

- 전주(익산 미륵산)보조국: 2011.10월 / 전주,익산,김제,군산,완주(FM 95.3 MHz)
- 남원(남원 교룡산)보조국: 2001. 5월 / 남원,임실,순창,곡성,구례(FM 95.9 MHz)
- 남도(해남 대둔산)보조국: 2006. 6월 / 목포,해남,신안,강진,진도(FM 94.7 MHz)

### 로고송
- 정겨운 노래가 들려요 흥겨운 장단에 춤춰요 당신의 미소가 번져요 사랑해요 국악방송[2]
- 어화둥둥 내 사랑 둥기둥 두덕 둥기둥 두덕 어화둥둥 내 사랑 사랑해요 국악방송[3]
- 음~ 랄라라 라라라~ 랄라라 라라라~ 랄라라라라 랄랄라 국악방송 사랑해~ 국악방송 사랑해~[4]

## 방송
- 월 ~ 금 08:55, 13:55, 15:55, 19:55 - 국악방송에서 전하는 문화소식입니다 <왕준호>
- 월 ~ 일 05:00 ~ 07:00 - 솔바람 물소리 [대전] <김성필>
- 월 ~ 일 07:00 ~ 08:55 - 창호에 드린 햇살 <박경소>
- 월 ~ 일 09:00 ~ 11:00(본), 00:00 ~ 02:00(재) - 국악산책 <송지원>

* 월 ~ 금 09:00 ~ 11:00 - 남도마실 [광주] <지정남>
- 월 ~ 금 11:00 ~ 12:00(본), 22:00 ~ 23:00 (재) - 문화시대 김경란입니다 <김경란>
- 토 11:00 ~ 12:00 - 이금희와 함께 음악의 숲을.. <이금희>

* 월 ~ 일 12:00 ~ 14:00 - 음악이 흐르는 마루 [전주] <이진영>
- 월 ~ 금 14:00 ~ 16:00 - 바투의 상사디야 <바투>

* 토 ~ 일 14:00 ~ 16:00 - 온고을 상사디야 [전주] <강길원>,<방수미>
- 월 ~ 금 16:00 ~ 17:40 - 오후의 음악정원 <김민경>
- 월 ~ 일 16:00 ~ 17:40 - 노래가 좋다 <황민왕>
- 월 ~ 일 17:40 ~ 18:00 - 오정해가 전하는 엄마의 국악 '달강달강' <오정해>
- 월 ~ 일 18:00 ~ 20:00 - 맛있는 라디오 <김필원>

* 월 ~ 일 18:00 ~ 19:30 - 무돌길 산책 [광주] <양지현>
- 월 ~ 목 20:00 ~ 21:00 - FM국악당 <현경채>

* 금 20:00 ~ 21:00 - 김상연의 FM국악당 [광주] <김상연>
- 토 20:00 ~ 21:00 - 신찬균의 FM국악당 [대전] <신찬균>
- 일 20:00 ~ 21:00 - 연구의 현장 <박정경>
- 월 ~ 일 21:00 ~ 22:00 - 글과 음악의 온도 <황인찬>
- 월 ~ 금 23:00 ~ 00:00 - 음악의 교차로 <신창렬>
- 토 ~ 일 22:00 ~ 23:00 - 원일의 여시아문 <원일>
- 토 ~ 일 23:00 ~ 00:00 - 황윤기의 세계음악여행 <황윤기>

* 월 ~ 일 02:00 ~ 05:00 - 흐르는 음악처럼 [광주] <BGM>

## 참조
1. ↑  전남동부권 여수시, 순천시, 광양시, 고흥군 지역 제외
2. ↑  “보관된 사본”. 2016년 9월 27일에 원본 문서에서 보존된 문서. 2020년 6월 17일에 확인함.
3. ↑  http://skun.info/radio2011/play.php?url=http://cfile24.uf.tistory.com/original/184A134C4F0EE73913A37B 보관됨 2016-09-27 - 웨이백 머신, http://skun.info/radio2011/play.php?url=http://cfile1.uf.tistory.com/original/125C71344E6E783C231DD5 보관됨 2016-09-27 - 웨이백 머신
4. ↑  “보관된 사본”. 2016년 9월 27일에 원본 문서에서 보존된 문서. 2020년 6월 17일에 확인함.